# Ablattaria laevigata
Ablattaria laevigata – gatunek chrząszcza z rodziny omarlicowatych. Występuje w zachodniej, środkowej i południowej części Europy oraz w zachodniej części Azji. 
Zarówno larwy jak i osobniki dorosłe są drapieżnikami wyspecjalizowanymi w muszlowych ślimakach lądowych.

## Taksonomia
Gatunek ten opisany został po raz pierwszy w 1775 roku przez Johana Christiana Fabriciusa pod nazwą Silpha laevigata.

## Morfologia

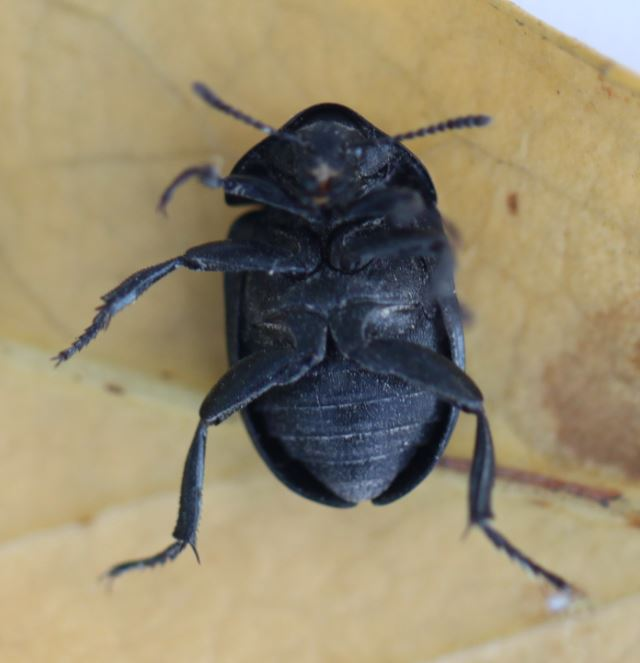
Widok od spodu

Chrząszcz o ciele długości od 12 do 18 mm, ubarwiony w całości czarno. Głowa jest podłużna, przed nasadami czułków wyciągnięta w ryjek. Przednia i boczne krawędzie przedplecza formują łuk. Punkty na przedpleczu są rozmieszczone prawie równomiernie, tak pośrodku jak i po bokach wyraźnie widoczne. Pokrywy mają nieco owalny obrys, a ich powierzchnia ma niemal jednolite punktowanie i pozbawiona jest żeberek, choć w ich miejscu znajdować się mogą delikatne linie. Odnóża cechują się mocno rozszerzonymi goleniami.
Larwa jest ubarwiona czarno i ma ryjkowato wydłużoną głowę. W razie zagrożenia potrafi zwijać się w kłębek.

## Biologia i ekologia
Owad ciepłolubny, na północy zasięgu związany z kserotermami, dalej na południu zamieszkujący także inne siedliska. Osobniki dorosłe zwykle są aktywne od kwietnia do sierpnia. Spotyka się je pod korą butwiejących pniaków i kłód oraz pod mchami. Zimowanie odbywa się w stadium osobnika dorosłego w glebie.
Zarówno larwy jak i osobniki dorosłe są drapieżnikami wyspecjalizowanymi w malakofagii. Aktywnie polują na ślimaki lądowe o średnich i dużych rozmiarach muszli. Ich ofiarami padają przedstawiciele takich rodzajów jak Candidula, Helix, Monacha, Theba i Xeropicta. Wydłużone głowy larw i imagines ułatwiają im dostanie się do wnętrza muszli. Ślimak jest zabijany za pomocą ugryzień w okolicę głowy oraz toksycznych wydzielin wydostających się z otworu gębowego, jak i gruczołów rektalnych (pygidialnych). Trawienie odbywa się zewnątrzjelitowo. Osobniki dorosłe zjadają w optymalnych warunkach jednego ślimaka co dwie doby. W przypadku braku ich preferowanych ofiar owady te mogą się również pożywiać ślimakami nagoskrzelnymi lub gąsienicami.
Zaplemnione samice co dwa do pięciu dni wykopują w glebie niewielkie dołki, w których składają pakieciki liczące około ośmiu jaj. Larwy lęgną się po 4–8 dniach i wygrzebują na powierzchnię. Występują trzy stadia larwalne o łącznej długości trwania w optymalnych warunkach od 18 do 25 dni.

## Rozprzestrzenienie
Gatunek palearktyczny, w Europie znany z Hiszpanii, Wielkiej Brytanii, Francji, Belgii, Holandii, Niemiec, Szwajcarii, Liechtensteinu, Austrii, Włoch, Polski, Czech, Słowacji, Węgier, Białorusi, Ukrainy, Mołdawii, Rumunii, Bułgarii, Słowenii, Chorwacji, Bośni i Hercegowiny, Serbii, Czarnogóry, Macedonii Północnej, Albanii, Grecji i Turcji. W Azji występuje przez Turcję po Kaukaz, Syrię oraz Izrael.
W całym swym zasięgu jest owadem spotykanym rzadko, zwykle pojedynczo. Z terenu Polski wykazany został dwukrotnie: w 1917 roku z okolic Cieszyna i w 1947 roku z Krakowa; w obu przypadkach na podstawie pojedynczego okazu. W 2002 roku umieszczono go na Czerwonej liście zwierząt ginących i zagrożonych w Polsce jako gatunek zagrożony (EN). Z kolei na „Czerwonej liście gatunków zagrożonych Republiki Czeskiej” umieszczony został jako gatunek narażony na wymarcie (VU).